# Harriët van Reek
Harriët van Reek (Voorschoten, 21 november 1957) is een Nederlandse tekenaar en schrijfster van kinderboeken.
Van Reek is een dochter van tekenaar Jan van Reek. Ze volgde de lerarenopleiding tekenen en handvaardigheid, waarna ze bij een jongerencentrum in Rotterdam ging werken. Na een aantal grote reizen door Afrika, Japan en Ierland vestigde ze zich als beeldend kunstenaar.
In 1986 debuteerde ze met De avonturen van Lena lena dat meteen een Gouden Griffel en een Vlag en Wimpel van de Penseeljury kreeg. Haar kinderboeken vertonen een sterke harmonie van tekst en illustraties. Door het weglaten van details en het ontbreken van perspectief doen de tekeningen soms bedrieglijk kinderlijk aan. In het kleurgebruik vallen zachte aardkleuren op. De verhalen zijn absurdistisch van karakter en zitten vol onverwachte, associatieve wendingen. Haar kinderlijke aanpak is door critici zowel origineel en vernieuwend als gekunsteld en overdreven genoemd.